# Campeonato da Oceania de Atletismo de 2015
O Campeonato da Oceania de Atletismo de 2015 foi a 15ª edição da competição organizada pela Associação de Atletismo da Oceania entre os dias 8 a 10 de maio de 2015. O evento foi realizado em conjunto com o campeonato juvenil de 2015 e o campeonato de eventos combinados de 2015. Teve como sede o estádio Barlow Park, na cidade de Cairns, Austrália, sendo disputadas 47 provas (24 masculino, 22 feminino e 1 misto). Além disso, houve também eventos de exibição para mestres, atletas com deficiência (para-esporte) e eventos escolares para grupos de 5 a 15 anos. Inicialmente foram agendados 48 eventos, no entanto os resultados do salto com vara feminino não puderam ser realizados. O evento foi provavelmente cancelado. 

## Medalhistas
Resultados completos podem ser encontrados na página da Associação de Atletismo da Oceania. 

### Masculino
| Evento                      | Ouro                                                                                 | Ouro         | Prata                                                                                 | Prata        | Bronze                                                                         | Bronze   |
| --------------------------- | ------------------------------------------------------------------------------------ | ------------ | ------------------------------------------------------------------------------------- | ------------ | ------------------------------------------------------------------------------ | -------- |
| 100 metros                  | Banuve Tabakaucoro · Fiji                                                            | 10.22        | Jeremy Dodson · Samoa                                                                 | 10.36        | Michael Konomamyi · Austrália                                                  | 10.71    |
| 200 metros                  | Jeremy Dodson · Samoa                                                                | 20.57        | Banuve Tabakaucoro · Fiji                                                             | 20.68        | Michael Goldie · Nova Zelândia                                                 | 21.46    |
| 400 metros                  | Uluiyata Batinisavu · Fiji                                                           | 48.22        | Jayden Barmby · Austrália                                                             | 48.69        | Nelson Stone · Papua-Nova Guiné                                                | 49.27    |
| 800 metros                  | Sam Russell · Austrália                                                              | 1:54.02      | Martin Orovo · Papua-Nova Guiné                                                       | 1:57.12      | Veherney Babob · Papua-Nova Guiné                                              | 1:58.11  |
| 1 500 metros 1.)            | Sam Russell · Austrália                                                              | 4:05.76      | Martin Orovo · Papua-Nova Guiné                                                       | 4:08.06      | Skene Kiage · Papua-Nova Guiné                                                 | 4:12.23  |
| 5 000 metros                | Joshua Torley · Austrália                                                            | 15:34.31     | Sapolai Yao · Papua-Nova Guiné                                                        | 15:44.47     | Anthony Craig / Norte da Austrália                                             | 16:15.42 |
| 10 000 metros               | Matthew Dryden · Nova Zelândia                                                       | 34:18.41     | Loïc Mével · Polinésia Francesa                                                       | 34:32.18     | Rosefelo Siosi · Ilhas Salomão                                                 | 37:00.71 |
| 5 km marcha atlética        | Jarad Free · Nova Zelândia                                                           | 24:18.39     | Ignacio Jimenez Atletas mestres da Austrália                                          | 25:09.28     |                                                                                |          |
| 10 km marcha atlética       | Jarad Free · Nova Zelândia                                                           | 46:17.0 (ht) | Ignacio Jimenez Atletas mestres da Austrália                                          | 51:29.0 (ht) |                                                                                |          |
| 110 metros barreiras        | Jack Conway · Austrália                                                              | 14.40        | Cedric Dubler · Austrália                                                             | 14.72        | Mowen Boino · Papua-Nova Guiné                                                 | 14.92    |
| 400 metros barreiras        | Michael Cochrane · Nova Zelândia                                                     | 50.69        | Mowen Boino · Papua-Nova Guiné                                                        | 52.19        | Alexander Schaffer · Austrália                                                 | 53.01    |
| 3.000 metros com obstáculos | Sapolai Yao · Papua-Nova Guiné                                                       | 9:39.74      | Harry Ewing · Nova Zelândia                                                           | 9:50.68      | Skene Kiage · Papua-Nova Guiné                                                 | 9:50.99  |
| 4×100 metros estafetas      | Fiji · Waisale Dausoko · Vilisoni Rarasea · Uluiyata Batinisavu · Banuve Tabakaucoro | 40.98        | Papua-Nova Guiné · Charles Livuan · Nazmie-Lee Marai · Nelson Stone · Wesley Logorava | 41.70        | Austrália · Benjamin Hayward · Jack Conway · John Crandell · Michael Konomamyi | 41.86    |
| 4×400 metros estafetas      | Austrália · Alexander Schaffer · Sam Russell · Matthew Crowe · Jayden Barmby         | 3:15.55      | Fiji · Banuve Tabakaucoro · Shane Tuvusa · Poasa Satoqi · Uluiyata Batinisavu         | 3:22.16      | Nova Zelândia · Harry Ewing · Jonty Morrison · Alex Mander · Matthew Dryden    | 3:32.77  |
| Salto em altura             | John Dodds / Norte da Austrália                                                      | 2.15m        | Jason Strano · Austrália                                                              | 2.15m        | Matt Nicholls · Nova Zelândia                                                  | 2.10m    |
| Salto com vara 2.)          | Triston Vincent / Norte da Austrália                                                 | 4.10m        |                                                                                       |              | Peniel Richard · Papua-Nova Guiné                                              | 3.60m    |
| Salto em comprimento        | Waisale Dausoko · Fiji                                                               | 7.51m w      | Tim McGuire · Austrália                                                               | 7.47m        | Idau Asigau · Papua-Nova Guiné                                                 | 6.64m w  |
| Salto triplo                | Tim McGuire · Austrália                                                              | 14.97m w     | Alex Ypinazar / Norte da Austrália                                                    | 14.88m w     | Peniel Richard · Papua-Nova Guiné                                              | 14.81m w |
| Arremesso de peso           | Alexander Rose · Samoa                                                               | 16.89m       | Albert Karo / Norte da Austrália                                                      | 13.53m       | Joseph Dabana · Nauru                                                          | 13.11m   |
| Lançamento de disco         | Alexander Rose · Samoa                                                               | 60.95m       | Marshall Hall · Nova Zelândia                                                         | 59.87m       | Justin Andre · Guam                                                            | 41.55m   |
| Lançamento do martelo       | Warren Button · Nova Zelândia                                                        | 58.14m       | Alexander Rose · Samoa                                                                | 53.29m       | Justin Andre · Guam                                                            | 48.29m   |
| Lançamento do dardo         | John Crandell · Austrália                                                            | 64.35m       | Liam Spannenburg / Norte da Austrália                                                 | 55.85m       | Mahio Patu · Polinésia Francesa                                                | 54.09m   |
| Octatlo                     | Siologa Viliamu · Samoa                                                              | 4395         |                                                                                       |              |                                                                                |          |
| Decatlo                     | Brent Newdick · Nova Zelândia                                                        | 7140         | Aaron Booth · Nova Zelândia                                                           | 6183         | Alex Mander · Nova Zelândia                                                    | 5919     |

1.) No evento dos 1500m, George Yamak da Papua-Nova Guiné, terminou em 3º em 4: 11.07 competindo como convidado. 

2.)  O evento do salto com vara foi ganho por Peter Hollenbeck , da equipe do Norte da Austrália, em 4.50m competindo como convidado.

### Feminino
| Evento                      | Ouro                                                                       | Ouro                    | Prata                                                                           | Prata                   | Bronze                                                                     | Bronze                  |
| --------------------------- | -------------------------------------------------------------------------- | ----------------------- | ------------------------------------------------------------------------------- | ----------------------- | -------------------------------------------------------------------------- | ----------------------- |
| 100 metros                  | Toea Wisil · Papua-Nova Guiné                                              | 11.41 w                 | Christine Wearne · Austrália                                                    | 11.52 w                 | Younis Bese · Fiji                                                         | 11.89 w                 |
| 200 metros                  | Toea Wisil · Papua-Nova Guiné                                              | 23.71                   | Betty Burua · Papua-Nova Guiné                                                  | 23.74                   | Louise Jones · Nova Zelândia                                               | 24.22                   |
| 400 metros                  | Betty Burua · Papua-Nova Guiné                                             | 54.32                   | Louise Jones · Nova Zelândia                                                    | 54.63                   | Donna Koniel · Papua-Nova Guiné                                            | 54.89                   |
| 800 metros                  | Donna Koniel · Papua-Nova Guiné                                            | 2:09.58                 | Holly Campbell · Austrália                                                      | 2:12.17                 | Talia Horgan · Nova Zelândia                                               | 2:15.24                 |
| 1 500 metros                | Coreena Cleland · Austrália                                                | 4:27.36                 | Holly Campbell · Austrália                                                      | 4:29.25                 | Maudie Skyring · Austrália                                                 | 4:46.76                 |
| 5 000 metros                | Sharon Firisua · Ilhas Salomão                                             | 18:35.51                | Ongan Awa · Papua-Nova Guiné                                                    | 18:55.39                | Mary Kua · Papua-Nova Guiné                                                | 19:23.09                |
| 10 000 metros               | Mary Kua · Papua-Nova Guiné                                                | 40:39.52                | Miriam Goiye · Papua-Nova Guiné                                                 | 40:57.79                |                                                                            |                         |
| 5 km marcha atlética        | Zoe Hunt · Austrália                                                       | 25:28.75                | Jayde Hill · Austrália                                                          | 27:41.22                |                                                                            |                         |
| 10 km marcha atlética       | Zoe Hunt · Austrália                                                       | 50:21.0 (ht)            |                                                                                 |                         |                                                                            |                         |
| 100 metros barreiras        | Fiona Morrison · Nova Zelândia                                             | 13.57                   | Lucie Turpin · Nova Caledônia                                                   | 14.44                   | Emma Walker · Nova Zelândia                                                | 15.15                   |
| 400 metros barreiras        | Betty Burua · Papua-Nova Guiné                                             | 59.10                   | Lauren McAdam · Austrália                                                       | 62.55                   | Lucie Turpin · Nova Caledônia                                              | 65.76                   |
| 3.000 metros com obstáculos | Rama Kumilgo · Papua-Nova Guiné                                            | 11:10.48                | Coreena Cleland · Austrália                                                     | 11:20.89                | Sharon Firisua · Ilhas Salomão                                             | 11:27.42                |
| 4×100 metros estafetas      | Papua-Nova Guiné · Toea Wisil · Betty Burua · Helen Philemon · Miriam Peni | 46.31                   | Austrália · Tess Nelson · Lauren O'Sullivan · Kiara Chambers · Christine Wearne | 46.87                   | Nova Zelândia · Emma Walker · Louise Jones · Livvy Wilson · Fiona Morrison | 47.34                   |
| 4×400 metros estafetas      | Papua-Nova Guiné · Betty Burua · Donna Koniel · Tuna Tine · Miriam Peni    | 3:52.66                 | Austrália br>Lauren McAdam · Maudie Skyring · Coreena Cleland · Beth Vanderwaal | 3:53.99                 | Nova Zelândia · Louise Jones · Olivia Bryce · Livvy Wilson · Talia Horgan  | 3:55.55                 |
| Salto em altura             | Ashleigh Reid · Austrália                                                  | 1.80m                   | Kimberley Jenner / Norte da Austrália                                           | 1.75m                   | Abigail Rothery · Austrália                                                | 1.75m                   |
| Salto com vara              | Provavelmente cancelado                                                    | Provavelmente cancelado | Provavelmente cancelado                                                         | Provavelmente cancelado | Provavelmente cancelado                                                    | Provavelmente cancelado |
| Salto em comprimento        | Catherine Hannell / Norte da Austrália                                     | 5.82m w                 | Ashleigh Jones / Norte da Austrália                                             | 5.64m 'w                | Helen Philemon · Papua-Nova Guiné                                          | 5.59m w                 |
| Salto triplo                | Milika Tuivanuavou · Fiji                                                  | 12.29m w                | Atipa Mabonga · Nova Zelândia                                                   | 11.98m                  | Alexandra Kanowski / Norte da Austrália                                    | 11.95m w                |
| Arremesso de peso           | Milika Tuivanuavou · Fiji                                                  | 14.35m                  | Patsy Mckenzie · Samoa                                                          | 13.83m                  | ʻAta Maama Tuutafaiva · Tonga                                              | 13.65m                  |
| Lançamento de disco         | Siositina Hakeai · Nova Zelândia                                           | 56.06m                  | Tereapii Tapoki · Ilhas Cook                                                    | 50.83m                  | Adrienne Worth / Norte da Austrália                                        | 43.20m                  |
| Lançamento do martelo       | Kaysanne Hockey · Austrália                                                | 54.01m                  | Laura Herbert · Austrália                                                       | 50.29m                  | Kasandra Vegas · Samoa                                                     | 45.59m                  |
| Lançamento do dardo         | Laura Overton · Nova Zelândia                                              | 45.87m                  | Patsy Mckenzie · Samoa                                                          | 45.05m                  | Tianah List · Austrália                                                    | 41.52m                  |
| Heptatlo                    | Sarah Wood / Norte da Austrália                                            | 5052                    | Tori West / Norte da Austrália                                                  | 4841                    | Merissa Colledge / Norte da Austrália                                      | 4186                    |

### Misto
| Evento                   | Ouro                                                                            | Ouro    | Prata                                                                          | Prata   | Bronze                                                                             | Bronze  |
| ------------------------ | ------------------------------------------------------------------------------- | ------- | ------------------------------------------------------------------------------ | ------- | ---------------------------------------------------------------------------------- | ------- |
| Revezamento medley 800 m | Fiji · Younis Bese · Banuve Tabakaucoro · Sisilia Seavula · Uluiyata Batinisavu | 1:35.32 | Papua-Nova Guiné · Betty Burua · Nazmie-Lee Marai · Toea Wisil · Peniel Joshua | 1:36.08 | Austrália · Christine Wearne · Michael Konomamyi · Ashleigh Reid · Alexander Moore | 1:40.12 |

### Mestres (exposição)
| Evento                  | Ouro            | Ouro    | Prata           | Prata    | Bronze | Bronze |
| ----------------------- | --------------- | ------- | --------------- | -------- | ------ | ------ |
| 1.500 m marcha atlética | Ignacio Jimenez | 9:36.99 | Lynne Schickert | 11:01.75 |        |        |

## Quadro de medalhas
| Ordem | País                 | Medalha de ouro | Medalha de prata | Medalha de bronze | Total |
| ----- | -------------------- | --------------- | ---------------- | ----------------- | ----- |
| 1     | Austrália            | 12              | 13               | 7                 | 32    |
| 2     | Papua-Nova Guiné     | 10              | 9                | 11                | 30    |
| 3     | Nova Zelândia        | 9               | 5                | 9                 | 23    |
| 4     | Fiji                 | 7               | 2                | 1                 | 10    |
| 5     | / Norte da Austrália | 4               | 6                | 4                 | 14    |
| 6     | Samoa                | 4               | 4                | 1                 | 9     |
| 7     | Ilhas Salomão        | 1               | 0                | 2                 | 3     |
| 8     | Atletas mestres      | 0               | 2                | 0                 | 2     |
| 9     | Nova Caledônia       | 0               | 1                | 1                 | 2     |
| 9     | Polinésia Francesa   | 0               | 1                | 1                 | 2     |
| 11    | Ilhas Cook           | 0               | 1                | 0                 | 1     |
| 12    | Guam                 | 0               | 0                | 2                 | 2     |
| 13    | Nauru                | 0               | 0                | 1                 | 1     |
| 13    | Tonga                | 0               | 0                | 1                 | 1     |
| Total | Total                | 47              | 44               | 41                | 132   |

## Participantes (não oficial)
Segundo uma contagem não oficial, 215 atletas (+ 2 convidados) de 20 países e territórios participaram do campeonato. Haviam duas equipes adicionais: um atleta representou os atletas mestres da Austrália (apelidado de "AMA" nas listas de resultados). Como nas edições anteriores, havia uma outra equipe representando os estados Queensland e Território do Norte na Austrália. Sendo ambas as equipes independentes da equipe principal australiana. 
| - Samoa Americana (1) - Austrália (33 + 1 convidado) - Atletas mestres da Austrália (1) - Ilhas Cook (2) - Fiji (11) - Polinésia Francesa (8) - Guam (9) - Kiribati (7) | - Ilhas Marshall (2) - Estados Federados da Micronésia (5) - Nauru (7) - Nova Caledônia (2) - Nova Zelândia (27) - Ilha Norfolk (1) - / Norte da Austrália (36) - Marianas Setentrionais (2) | - Palau (5) - Papua-Nova Guiné (29 + 1 convidado) - Samoa (7) - Ilhas Salomão (2) - Tonga (9) - Vanuatu (9) |

Legenda
| Recorde mundial       | Recorde mundial (World record)               |                       | Recorde africano                      | Recorde africano (African) |                                           | Q | Classificado por posição (Qualified) |
| Recorde do campeonato | Recorde do campeonato (Championship record)  | Recorde da América    | Recorde da América (Americas)         | q                          | Classificado por melhor tempo (Qualified) |   |                                      |
| Melhor marca do ano   | Melhor marca do ano (World leading)          | Recorde asiático      | Recorde asiático (Asian)              | DNS                        | Não largou (Did not start)                |   |                                      |
| Recorde nacional      | Recorde nacional (National record)           | Recorde europeu       | Recorde europeu (European)            | DNF                        | Não terminou (Did not finish)             |   |                                      |
| Recorde pessoal       | Recorde pessoal do atleta (Personal best)    | Recorde da Oceania    | Recorde da Oceania (Oceania)          | DSQ / DQ                   | Desclassificado (Disqualified)            |   |                                      |
| Recorde da temporada  | Recorde da temporada do atleta (Season best) | Recorde sul-americano | Recorde sul-americano (South America) | NM                         | Sem marca (No mark)                       |   |                                      |